# Nexus One
Nexus One（ネクサス・ワン）は、Google社が販売するNexusシリーズ初のスマートフォン。Android OSを搭載し、Googleがソフトウェアを、ハードウェア設計や製造をHTCが担当している。2010年1月5日に、アメリカとイギリス、シンガポール、香港で販売開始。iPhoneの対抗製品として話題を集めたが、 自社サイトでのオンライン販売を中心にし上記以外の国からの購入を拒絶する限定的な販売方法にしたため、販売台数は伸びなかった。2010年7月、Googleはオンラインストアを閉店してNexus Oneのオンライン販売を停止した。なお、開発者向けのレファレンス端末としての販売は継続されている。
オペレーティング・システムはAndroid 2.1を搭載し、2011年2月23日に2.3.3へアップデートされた。2011年9月に最終アップデートの2.3.6（GRK39F）が提供された。

## 販売実績
アメリカ国内のみの統計で、販売台数は1か月で約8万台、74日で約13万5千台であり競合製品と比較して低調である。もっとも、Google社自身は発売後三ヶ月の時点で”Nexus Oneの販売事業は単体ですでに黒字化しており、その影響力に満足している”とコメントしている。

## 名前の由来
Nexus Oneという名前の由来については、SF作家フィリップ・K・ディックの1968年の小説『アンドロイドは電気羊の夢を見るか?』（映画名『ブレードランナー』）に登場するレプリカント（人造人間、アンドロイド）である「Nexus Six」とする説が有力である。
このことから、Nexus Oneは、単品のブランド名ではなく、「Nexus Two」「Nexus Three」・・・と続いていく、「Nexus series」の初号機であるという認識が支配的であり、Nexus One発売直後から、「Nexus Two」を巡るさまざまな報道がされている。しかし、GoogleのCEO、エリック・シュミットはデイリー・テレグラフのインタビューに対し、Nexus Oneの後継機を販売しないと答えている。しかし、実質的な後継機種としてGoogle Nexus Sがある。